# Kościół św. św. Apostołów Piotra i Pawła w Policach-Jasienicy
Kościół pw. św. św. Apostołów Piotra i Pawła w Policach-Jasienicy – jest najstarszym z trzech użytkowanych obecnie kościołów w mieście. Znajduje się przy ul. Kościelnej 4.

## Historia i architektura
Pierwszy znajdujący się w tym miejscu kościół, pod wezwaniem Świętego Krzyża, jest wzmiankowany w źródłach w 1299 roku i zbudowano go z drewnianych bali. Świątynia została przebudowana w XIV wieku, po pożarze. Do odbudowy użyto piaskowca oraz kamieni polnych. Pod koniec XVII wieku kościół popadł w ruinę, rozebrano go, a następnie odbudowano w stylu gotyckim, jednocześnie powiększając, w 1725 roku. Z pierwotnego kościoła zachowała się tylko kaplica. Od strony zachodniej została dobudowana wieża. Wieloprzęsłowa nawa kościelna została skrócona w wieku XVIII. W 1858 roku doszło do kolejnego pożaru, po którym dobudowano nad nawą nową wieżę, a od wschodu prezbiterium. W XX wieku dobudowano do kościoła kruchtę.
Kościół stanowił część klasztoru augustianów istniejącego tu do czasów wprowadzenia reformacji w księstwie pomorskim.
Obecna parafia katolicka pod wezwaniem Świętych Apostołów Piotra i Pawła powstała 29 czerwca 1947 roku. Należy do dekanatu Police. Odpust parafialny odbywa się 29 czerwca.
W prezbiterium kościoła zachował się obraz z 1858 r.: „Chrystus w rozmowie z Marią i Martą” (olej na płótnie).
W 2017 roku w kościele zamontowano organy z Arcybiskupiego Wyższego Seminarium Duchownego w Szczecinie, pierwotnie pochodzące z kościoła św. Stanisława Kostki w Szczecinie.

## Zdjęcia

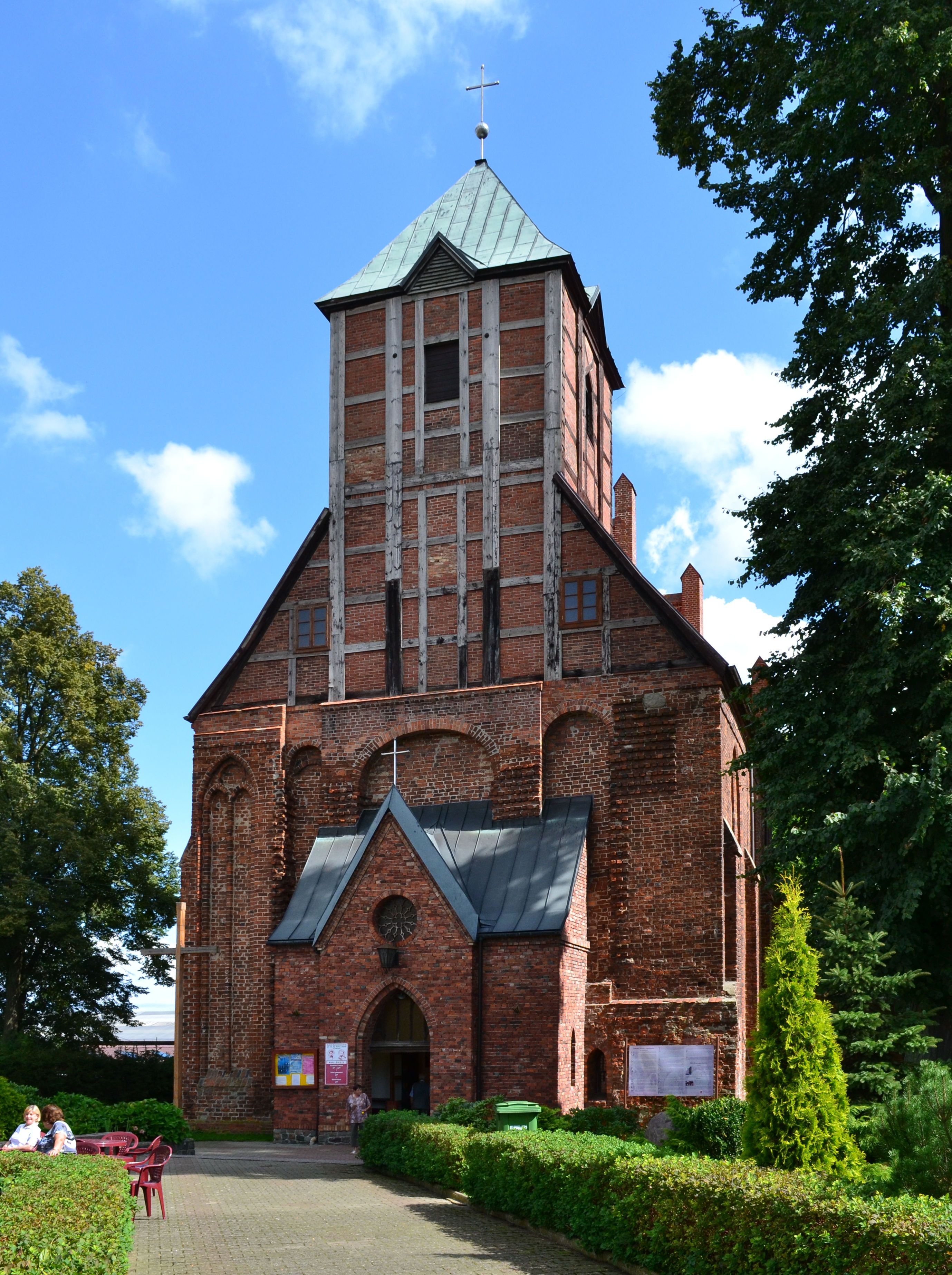
Elewacja frontowa
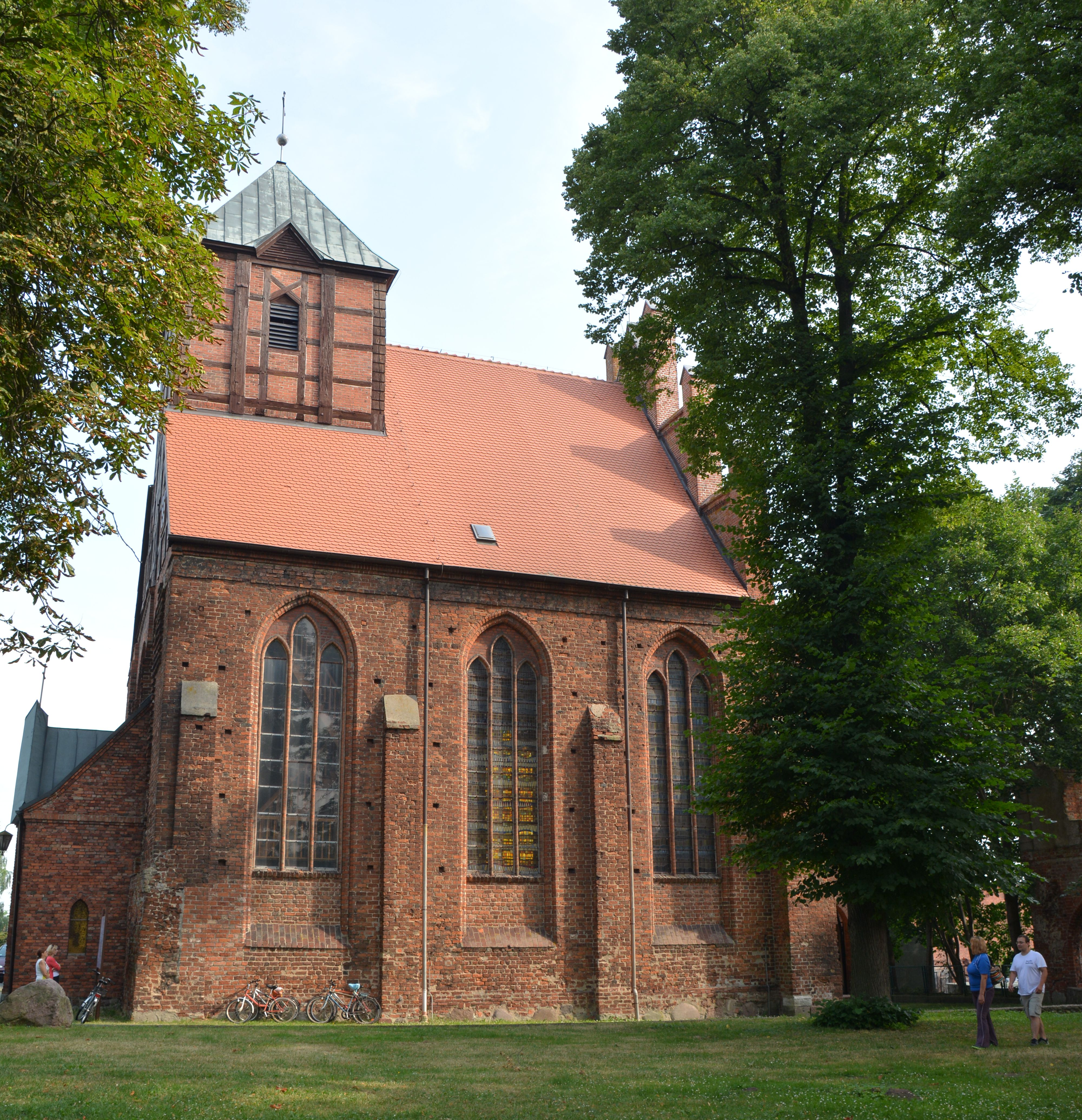
Elewacja boczna
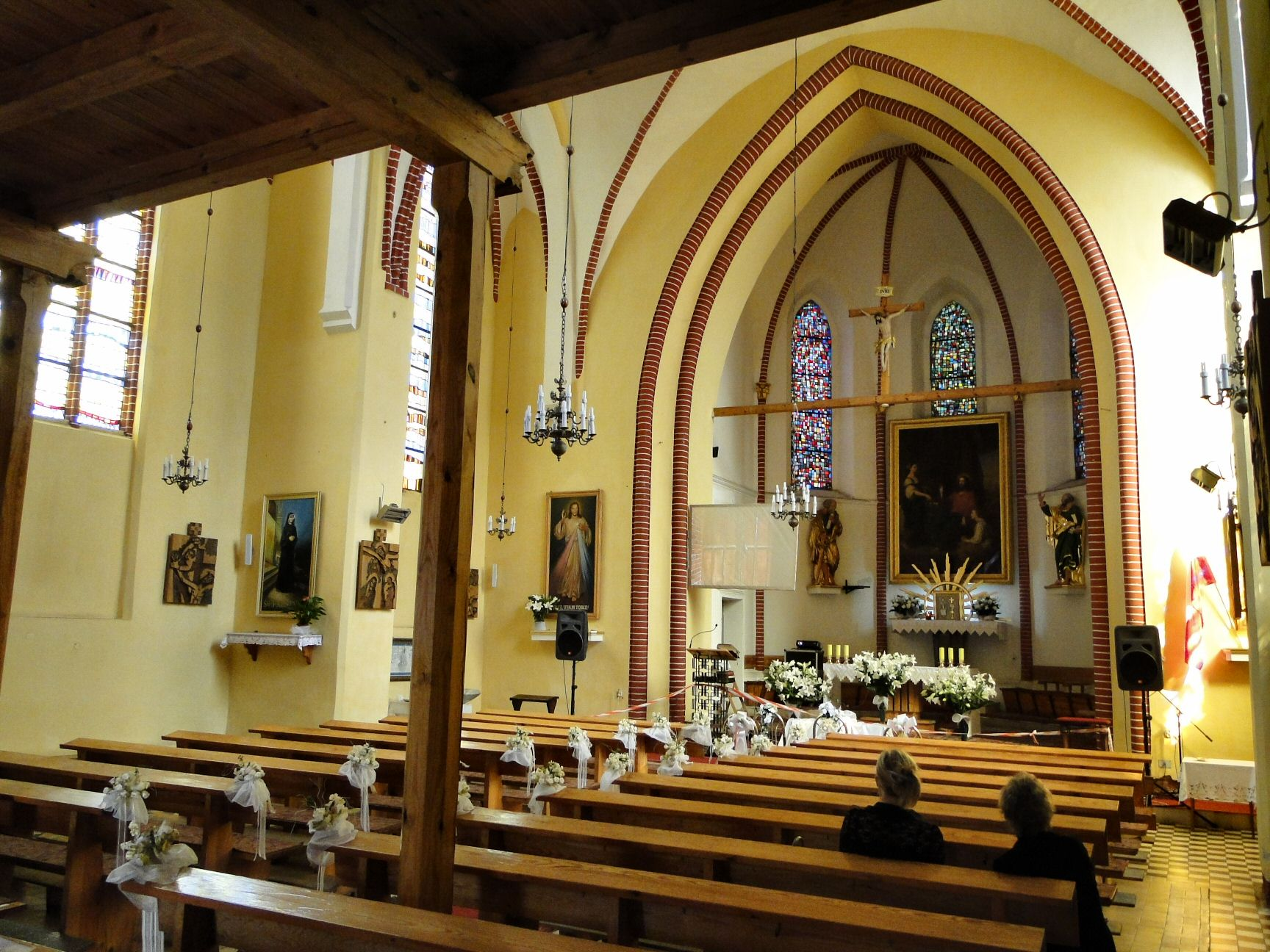
Wnętrze
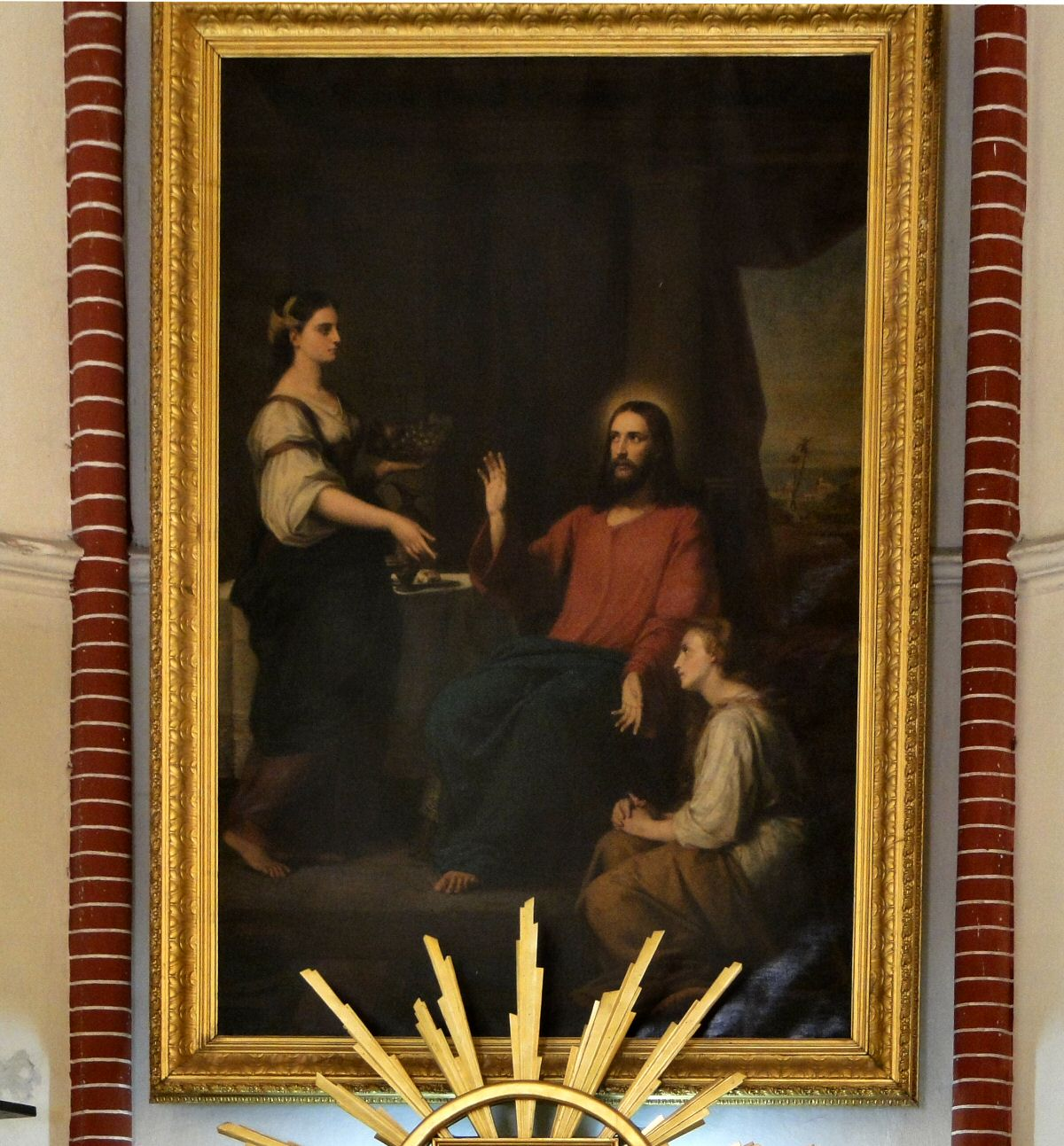
Obraz w prezbiterium przedstawiający Jezusa, Marię i Martę